# باربر و کالورلی
تیودور زنوفون باربر (انگلیسی: Theodore Xenophon Barber؛ ۲۰۰۵–۱۹۲۷) و دیوید اسمیت کالورلی (انگلیسی: David Smith Calverley؛ ۲۰۰۸–۱۹۳۷) دو روان‌شناس آمریکایی بودند که پدیدهٔ «رفتار هیپنوتیک» را مورد مطالعه قرار دادند. آنها بررسی کردند که تا چه اندازه بیماران می‌توانند مستعد هیپنوتیزم باشند. یکی از نتایج پژوهش‌های آنها، این بود که هیپنوتیزم، ارجحیتی به روش‌های انگیزشی در ایجاد تلقین‌پذیری بیشتر در افراد ندارد. «مقیاس تلقین‌پذیری باربر» که از پژوهش‌های آنان منتج شد، میزان تلقین‌پذیری هیپنونیک را با یا بدون هیپنوتیزم می‌سنجد.
باربر مؤلف کتاب «هیپنوتیزم: یک رویکرد علمی» بود که در سال ۱۹۶۹ منتشر گردید و مورد استقبال جامعه علمی واقع شد.
باربر عضو کمیته تحقیق شک‌گرایانه (CSI) هم بود و شورای اجرایی آن در جلسه‌ای در آوریل ۲۰۰۱ میلادی در شهر دنور ایالت کلرادو، وی را به‌عنوان «پانتئون شک‌گراها» برگزید. این لقب نمادین را کمیته تحقیق شک‌گرایانه ایجاد کرد تا میراث اعضای درگذشتهٔ این کمیته و مشارکت‌های آنان در «شک‌گرایی علمی» زنده بماند.